# Kościół św. Józefa Oblubieńca w Świerzawie
Kościół świętego Józefa Oblubieńca – rzymskokatolicki kościół filialny należący do parafii Wniebowzięcia Najświętszej Maryi Panny w Świerzawie.

## Historia
Świątynia została wybudowana w latach 1747–1748, na mocy pozwolenia króla pruskiego przez gminę ewangelicką. Kościół otrzymał organy wykonane przez Christofa Ferdinanda Neumanna z Petersdorfu w 1793 roku oraz ołtarz wykonany przez Marianusa Lachela z Krzeszowa w 1797 roku. W 1844 roku została dobudowana wieża oraz zakupione za 1977 talarów dzwony od ludwisarza Sieferta z Jeleniej Góry. W 1875 roku, ze względu na zły stan techniczny, kościół przeszedł trzyletnią przebudowę. Projektantem był poznański architekt Paul Hartmann. Uroczyste poświęcenie nowej świątyni odbyło się w dniu 12 lipca 1878 roku.

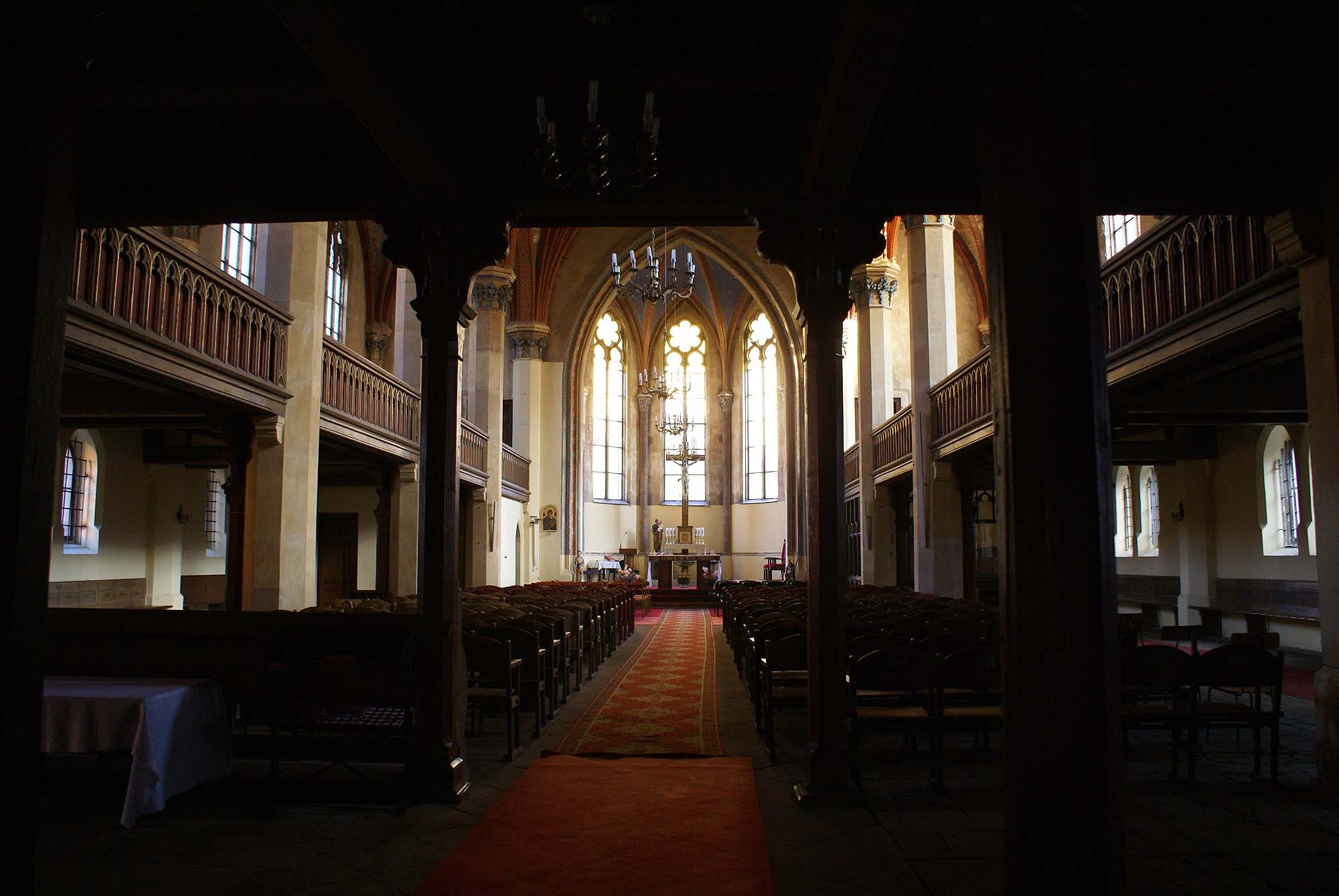
Wnętrze świątyni

Po II wojnie światowej budowla opustoszała, a w 1999 roku została przekazana parafii rzymskokatolickiej.